# Mike Stamm
Michael Eugene (Mike) Stamm (San Pedro (Los Angeles), 6 augustus 1952) is een Amerikaans zwemmer.

## Biografie
Tijdens de Olympische Zomerspelen van 1972 won Stamm de gouden medaille op de de 4x100m wisselslag. Op de 100m en 200m rugslag won hij de zilveren medaille achter de Oost-Duitser Roland Matthes.
Stamm won tijdens de eerste wereldkampioenschappen in 1973 de titel op de 4x100m wisselslag en de zilveren medaille op de 100m rugslag.

## Internationale toernooien
| Jaar | Olympische Spelen                               | Wereldkampioenschappen           |
| ---- | ----------------------------------------------- | -------------------------------- |
| 1972 | 4x100m wisselslag · 100m rugslag · 200m rugslag |                                  |
| 1973 |                                                 | 4x100m wisselslag · 100m rugslag |

1960: McKinney, Hait, Larson, Farrell ·
1964: Mann, Craig, Schmidt, Clark ·
1968: Hickcox, McKenzie, Russell, Walsh ·
1972: Stamm, Bruce, Spitz, Heidenreich ·
1976: Naber, Hencken, Vogel, Montgomery ·
1980: Kerry, Evans, Tonelli, Brooks ·
1984: Carey, Lundquist, Morales, Gaines ·
1988: Berkoff, Schroeder, Biondi, Jacobs ·
1992: Rouse, Diebel, Morales, Olsen ·
1996: Rouse, Linn, Henderson, Hall ·
2000: Krayzelburg, Moses, Crocker, Hall ·
2004: Peirsol, Hansen, Crocker, Lezak ·
2008: Peirsol, Hansen, Phelps, Lezak ·
2012: Grevers, Hansen, Phelps, Adrian ·
2016: Murphy, Miller, Phelps, Adrian  ·
2020: Murphy, Andrew, Dressel, Apple  ·
2024: Xu, Qin, Sun, Pan